# Núi Kurama
Núi Kurama hay núi An Mã hay An Mã Sơn (chữ nhật: 鞍馬山 Kurama-yama) là một ngọn núi ở phía Tây Bắc của thành phố Kyoto thuộc Nhật Bản. Nó là nơi phát sinh của linh Khí (núi thiêng) và được cho là nơi trú ngụ của những vị tăng lữ cao cấp Tăng Chánh Phường và của Thiên Cẩu, người đã dạy kiếm thuật cho Minamoto no Yoshitsune (Nguyên Cửu Lang Nghĩa Kinh). Kurama cũng là nơi tổ chức của Lễ hội Kurama hàng năm (鞍馬 の 火 祭り/Yên Mã Hỏa Tế) diễn ra vào mỗi tháng mười. Trong núi có An Mã tự (鞍馬 寺 Kurama-dera) được xếp vào loại di sản và kho tàng quốc gia của Nhật Bản. An Mã tự là nơi Minamoto no Yoshitsune bị gia tộc họ Bình đày lên từ nhỏ để sống với các tăng lữ, sau đó cậu đã trốn đi, lưu lạc giang hồ với quyết tâm trả thù cho gia tộc cũng như ấp ủ mộng phục quốc vào tay nhà họ Nguyên (Minamoto) và trở thành một trong những Võ sĩ đạo danh tiếng của Nhật Bản.